# 長光歌子
長光 歌子（ながみつ うたこ、旧姓：藤本、1951年3月23日 - ）は、日本の元フィギュアスケート選手（女子シングル）。兵庫県出身。
現在は関西大学アイススケート部コーチ。兵庫県立芦屋高等学校卒業。武庫川女子大学中退。

## 経歴
選手時代は田中鉄太郎に師事し、兵庫県立芦屋高等学校在籍中の1966年の全日本ジュニア選手権で優勝した。全日本選手権では最高6位に入った。高校卒業後に武庫川女子大学へ進学したが中退。1972年に引退し、のちにコーチ兼振付師として活動を始めた。
教え子には浅沼まり、林祐輔、澤田亜紀、村上大介、國分紫苑、上野沙耶、田中刑事、友滝佳子、中村優など、西日本を中心とした国内選手を数多く指導している。また、教え子でバンクーバーオリンピック銅メダリストの髙橋大輔と出会ったのは、高橋が中学校2年生のときで、高橋の関西大学進学以降は共同生活を続け、以来専任コーチとなっている。現在は織田憲子らとともに関西大学アイススケート部コーチとしても活動をしている。

## 主な戦績
| 大会/年              | 1966-67 |
| -------------------- | ------- |
| 全日本ジュニア選手権 | 1       |

## 受賞
- 2010年 - ミズノスポーツメントール賞